# 비용상승 인플레이션
비용상승 인플레이션, 코스트푸시 인플레이션(cost-push inflation), 코스트 푸시형 인플레이션, 또는 간단히 코스트인플레이션은 임금의 상승이 생산비를 높여 그것이 결국에 가서는 물가 등귀를 부르는 현상을 말한다. 즉 노동조합의 압력으로 자주 임금 인상이 이루어진 결과 임금 수준이 높아져서 그만큼 생산비가 상승하는데, 가격은 수급 관계보다도 이 생산비에 의하여 정해지는 실정이 있으므로 전체로서 일반 물가 수준을 상승시키는 것이 된다. 인플레이션의 원동력을 코스트 중에서도 임금에 두고 있으므로 임금 인플레이션이라고도 하며 자본가측에 의하여 생산성 상승 이상의 임금인상 요구를 비난하는 논거가 되어 있다.

## 같이 보기
- 스태그플레이션
- 수요견인 인플레이션